# Sin (singel)
Sin – singel znany też jako Halo 4, wydany w 1990 roku przez Nine Inch Nails. „Sin” to tytuł piosenki wydanej w roku 1989 i umieszczonej na albumie Pretty Hate Machine.

## Twórcy
- Trent Reznor
- Dan O’Herlihy

## Różne wydania
- TVT Records TVT 2617-0 - US 12” płyta gramofonowa
- TVT Records TVT 2617-1 - US 12” płyta gramofonowa
- TVT Records TVT 2617-2 - US CD
- Island Records CID 508 866 151/2 - UK CD

## Lista utworów

### Wersja US
1. „Sin (long)” (remiks: Adrian Sherwood, Keith LeBlanc) - 5:51
2. „Sin (dub)” (remiks: by Sherwood, LeBlanc) - 5:00
3. „Get Down, Make Love” (inżynieria dźwięku: Jeff „Critter” Newell, Alien Jourgensen, Trent Reznor, Sean Beaven) - 4:19
4. „Sin (short)” (remiks: Sherwood, LeBlanc) - 4:19

### Wersja UK
1. „Sin (short)” (remiks: Sherwood, LeBlanc) - 4:19
2. „Sin (long)” (remiks: by Sherwood, LeBlanc) - 5:51
3. „Get Down, Make Love” (inżynieria dźwięku: Jeff „Critter” Newell, Alien Jourgensen, Trent Reznor, Sean Beaven) - 4:19
4. „Sin (dub)” (remiks: Sherwood, LeBlanc) - 5:00

## Wideografia
- „Sin (short)” (1990)